# Fremont (California)
Fremont  è una città degli Stati Uniti d'America, situata nella Contea di Alameda dello Stato della California. Al 2014 possedeva una popolazione di 220.000 abitanti. La città è stata incorporata come municipalità nel 1956. Il nome della città è in onore del generale dell'Unione John C. Frémont.

## Popolazione
Abitanti censitiAnno050.000100.000150.000200.000250.0001960197019801990200020102020Popolazione

## Distretto di Niles
Niles, negli anni dieci, diventò - con l'Essanay-West studio - la sede decentrata della casa di produzione Essanay Film Manufacturing Company, fondata a Chicago da Gilbert M. 'Broncho Billy' Anderson. Il produttore, attore e regista, star del cinema western ai tempi del muto, scelse Niles per impiantarvi gli studi della compagnia, che dovevano sovrintendere alla produzione dei suoi film western.

## Economia
Le società con sede a Fremont includono Antec Inc , Corsair Memory , Ikanos Communications , Lam Research , Fremont Bank , Nielsen Norman Group , Oplink Communications , SYNNEX , S3 Graphics , Tailored Brands e DCKAP.